# Brian O. Jørgensen
Brian O. Jørgensen gift Brandt Jørgensen (født 24. juli 1974, Varde) er en dansk atlet.
Jørgensen var frem til 2003 i Århus 1900 og er nu medlem af Københavns IF. Han har vundet to danske mesterskaber på 4 x 400 meter; 2006 og 2007. Han var på landsholdet i 4 x 400 meter holdet ved Europa cuppen i 2006.

## Danske mesterskaber
- Guld 2012 4 x 400 meter
- Bronze 2011 400 meter
- Guld 2011 4 x 200 meter inde
- Bronze 2010 4 x 400 meter
- Sølv 2009 200 meter inde
- Guld 2007 4 x 400 meter
- Guld 2006 4 x 400 meter
- Bronze 2006 400 meter inde

## Personlige rekorder
Udendørs:
- 100 meter: 11.11 – 2007
- 200 meter: 22.13 – 2006
- 300 meter: 34.65 – 2008
- 400 meter: 48.67 – 2007

Indendørs:
- 60 meter: 7.07 – 2009
- 200 meter: 22.49 – 2006 og 2009
- 400 meter: 49.25 – 2009